# Окунев, Василий Андреевич
Василий Андреевич Окунев (8 марта 1925, с. Григорьевка, Борисоглебский уезд, Тамбовская губерния — 27 января 1973, пос. Кзылту, Кзылтуский район, Кокчетавская область, Казахская ССР, СССР) — советский учитель, партийный работник. Герой Социалистического Труда (1972). Член КПСС с 1944 года.

## Биография
Окончил Борисоглебский сельскохозяйственный техникум (1940), Токаревское педагогическое училище (1941).
Начал трудовую деятельность в 1940 году учителем сельских школ Шпикуловского района.
Участвовал в Великой Отечественной войне, после ранения был демобилизован.
В 1944—1945 гг. преподавал в Григорьевской школе, в 1945—1956 гг. — директор Григорьевской школы.
В 1956—1959 гг. — второй секретарь Шпикуловского райкома КПСС Тамбовской области.
В 1961 году окончил высшую партийную школу при ЦК КПСС и Тамбовский государственный педагогический институт.
В 1961 году работал первым секретарём Арыкбалыкского райкома партии.
В 1962—1963 гг. — парторг Кокчетавского обкома КП Казахстана.
В 1963—1965 гг. — секретарь парткома по Кзылтускому производственному управлению Кокчетавской области. С 1965 года — первый секретарь Кзылтуского райкома партии.
В 1972 году удостоен звания Героя Социалистического Труда «за большие успехи, достигнутые в увеличении производства и продажи государству зерна, сахарной свеклы, хлопка, других продуктов земледелия, и проявленную трудовую доблесть на уборке урожая».
Скончался 27 января 1973 года в посёлке Кзылту. Похоронен в Кокшетау.

## Награды и звания
- Медаль «Серп и Молот», Указ ВС СССР от 13 декабря 1972 года
- Орден Ленина
- Орден Ленина № 380259, Указ ВС СССР от 08 апреля 1971 года
- Орден Трудового Красного Знамени
- Различные медали СССР